# Хікама
Хікама (Pachyrhizus erosus) — вид рослин з роду Pachyrhizus підродини Метеликові родини бобові. Має їстівні коренеплоди. Інші назви — «мексиканський ямс-квасоля», «мексиканська ріпа».

## Опис
Висота сягає 4-5 м, при наявності відповідної опори. Довжина кореня може досягати 2 м, вага — 20 кг. Кора кореня жовта і тонка. Середина бульби вершково-білого кольору і має хрустку структуру, що нагадує сиру картоплю або грушу. Вона має солодкий запах, що віддалено нагадує яблучний.
Бульби хіками за розміром бувають різними: від менш 300 г до більше 1 кг. Складається на 86-90 % з води, міститься висока кількість клітковини і лише сліди білків і ліпідів. Солодкий смак надають йому інулін і фруктоза.

## Вирощування
Найкращий клімат для хіками — тропіки. Висаджують насіння у ґрунт навесні, після 8 тижнів за завершенням морозів, зазвичай у субтропіках. Для кращого врожаю прогрівають землю біля насіння. Для якісного врожаю хікама потребує 9 місяців без морозів. Не підходить для районів з коротким вегетаційним періодом. Також її культивують у теплицях.

## Застосування

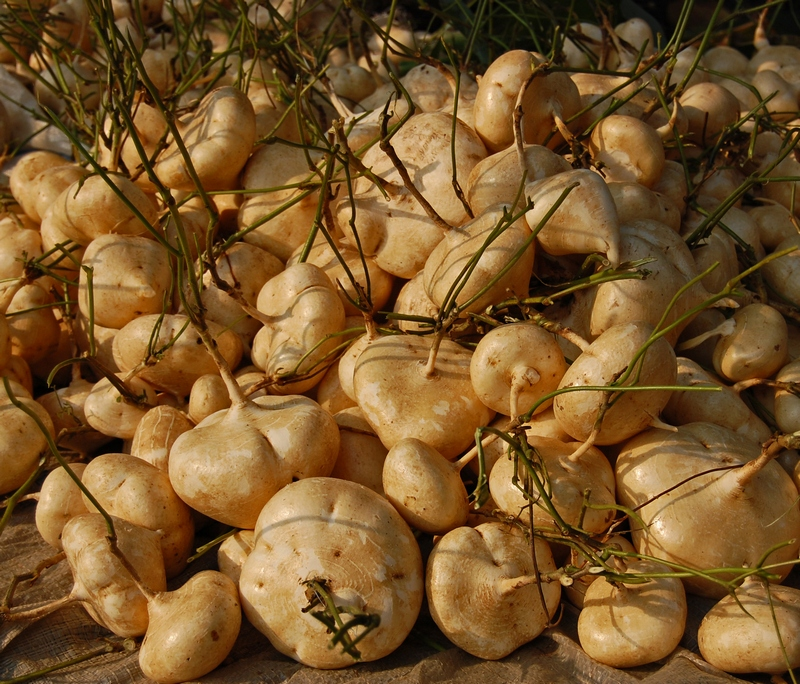
Бульби хіками

У холодильнику бульби хіками можуть зберігатися близько 3 тижнів, поза холодного місця, при температурі 12 і 16 °C — протягом 1-2 місяців.
В давнину була важливою частиною раціону месоамериканських народів. Сьогодні культивують заради круглих товстих кореневих бульб, які їдять свіжими наче овоч. Хікама поживна, освіжаюча, хрустка, соковита, легко засвоюється і низькокалорійна. Їх грубу коричневу шкірку очищають, посипають цукром або перцем чилі, збризкують лаймовим соком й їдять як закуску; натирають на тертці і додають в салати; ріжуть на шматочки і відварюють в солоній воді або запікають подібно картоплі, а також готують на їх основі різні соуси.
Хікаму смажать, маринують, а також використовують в салатах і супах. Іноді їдять і молоді (недозрілі) стручки цієї рослини, а в зрілому насінні міститься досить токсична речовина, яку використовують як отрута для комах. Також з насіння виготовляють дерматологічні препарати. Стебло рослини містить міцні волокна, з яких роблять рибальські тенета.

## Розповсюдження
Батьківщиною хіками вважають Центральну і Південну Америку, а також територію Мексики. Широко виростає на території теплих вологих тропічних лісів Південної і Південно-Східної Азії, де її акліматизовано. Також вирощують на Філіппінах, в Китай і Нігерії.